# ГЕС Фонтес-Нова
ГЕС Фонтес-Нова — гідроелектростанція в Бразилії у штаті Ріо-де-Жанейро. Використовує ресурс із річок Гуанду (впадає в Атлантичний океан на захід від міста Ріо-де-Жанейро) та Піраї.
У 1905 році на Гуанду почалось зведення греблі Lajes. Вона утримувала водосховище з корисним об'ємом 182 млн м3, з якого ресурс відбирався через два сталеві водоводи діаметром 2,4 метри та довжиною по 2 км. Останні переходили у шість водоводів діаметром по 0,8 метра та довжиною по 0,6 км, котрі живили введені в експлуатацію у 1908 році шість гідроагрегатів потужністю по 4 МВт з турбінами типу Пелтон, які використовували напір у 310 метрів.
Природним шляхом до сховища Lajes надходило лише 5,5 м3 води за секунду, тому вже невдовзі почали проєкт подачі додаткового ресурсу з річки Піраї, що протікає північніше (ліва притока Параїби-ду-Сул, котра впадає в океан за 250 км на схід від Ріо-де-Жанейро). Тут в 1913-му звели греблю Токос висотою 25 метрів та довжиною 57 метрів, котра утримує сховище з об'ємом 1,9 млн м3. Із нього вода подається до Lajes через тунель довжиною 8,5 км, що забезпечує подачу 12 м3/сек. Це дозволило додатково встановити два гідроагрегати потужністю по 12,5 МВт, а також організувати подачу ресурсу, необхідного для водопостачання міста Ріо-де-Жанейро.
Описана вище станція під назвою Fontes Velha пропрацювала до 1989 року, коли була виведена з експлуатації. На той час тут вже кілька десятків років діяла нова черга — ГЕС Фонтес-Нова з трьома турбінами типу Френсіс, які запустили в 1940, 1942 та 1948 роках. При цьому між 1940-м та 1958-м гребля Lajes пройшла через чотири етапи нарощування, що збільшило її на 28 метрів. В підсумку ця споруда має висоту 62 метри та довжину 300 метрів, і при максимальному рівні поверхні у сховищі на позначці 430 метрів НРМ може утримувати корисний об'єм 1025 млн м3. Втім, станом на середину 2010-х ліцензійний максимальний об'єм сховища становить лише 445 млн м3 при максимальному рівні поверхні у 415 метрів НРМ. В межах проєкту Фонтес-Нова старі водоводи замінили на єдиний підвідний тунель довжиною 2100 метрів та діаметром 6,15 метра. Гідроагрегати нової черги використовують напір у 303,3 метра, а їхня загальна потужність становить 132 МВт.
Також можна відзначити, що поряд з машзалом станції Фонтес-Нова працює ГЕС Нілу-Песанья, котра використовує іншу схему деривації зі сточища Параїби-ду-Сул, а відпрацьована вода потрапляє далі на розташовану нижче по Гуанду ГЕС Перейра-Пассос.